# Tzotzils
Els tzotzils són un poble de parla maia que viu en el centre i centre nord de l'estat de Chiapas, al sud-est mexicà. Són importants als municipis d'Amatán, El Bosque, Huitiupán, Simojovel, Chalchihuitán, Pantelhó, Soyalhó, Bochil, Chenalhó, San Andrés Larráinzar, Chamula (48.500), Zinacantán (24.300), Ixtapa, Acala, Huixtán, San Lucas i San Cristóbal de las Casas (30.700).
El tzotzil, com el tzeltal i el ch'ol, és descendent del proto-ch'ol que es parlava en el període clàssic tardà en llocs com la zona arqueològica de Palenque i Yaxchilan. La paraula tzotzil significava originàriament "poble rat penat" o "poble del rat penat" en tzotzil (de tzotz "rat penat"). Avui els tzotzils s'anomenen Sotz'leb, que vol dir "poble rat penat" en llengua moderna, i sovint són anomenats Zinacantecos (del nàhuatl tzinacantlan "lloc dels rats penats").
L'ètnia tzotzil no és homogènia, ja que pot percebre's una primera gran divisió donada la seva extensió geogràfica: la regió tzotzil dels Alts de Chiapas, amb clima fred i geografia muntanyenca; i la regió tzotzil de la zona baixa, amb clima tropical i geografia menys accidentada.
Hi ha una forta correlació entre la capacitat per parlar tzotzil i la pertinença a aquesta ètnia. No obstant això, aquesta llengua es veu en moltes zones amenaçada davant la influència de l'espanyol, mentre que la cultura pròpia de l'ètnia pot estar o no en la mateixa situació.
L'atles etnogràfic dels Pobles Indígenes de Chiapas, publicat en 2008, indica que la zona alts de Chiapas és on es localitza el major percentatge dels tzotzils. La Ciutat de San Cristóbal de las Casas és el seu centre polític, comercial i administratiu. El poble tzotzil és un dels deu grups originaris de Chiapas, i s'autodenominen bats iviniketik (‘homes veritables').

## Història
Sobre la base de les dades lingüístiques i arqueològiques, els estudiosos creuen que els ancestres comuns dels tzotzils contemporanis i tzeltals van entrar a Chiapas entre el 100 aC i el 300. Segons les cròniques espanyoles, just abans de la conquesta espanyola els tzotzils exportaven plomes de quetzal i ambre per a Tenochtitlan, capital de l'imperi Asteca. També extreien sal dels pous propers a Ixtapa i la comerciaven al llarg dels Alts de Chiapas, i van seguir fent-ho després de la Conquesta.
En l'antiguitat es parlava de tres grans senyorius que dominaven la regió i combatien entre si: el de Zinacantán, el de Pontewits (prop de l'actual San Andrés Larráinzar) i el de Huitiupán. A l'arribada dels espanyols, el senyoriu de Sinacantán va fer immediatament aliança amb els conqueridors, la qual cosa li va valer ―almenys en l'inici― gaudir de certs privilegis pel que fa als altres.
Els conqueridors espanyols van trobar relativament poca resistència a Chiapas. En 1522 el senyor de Zinacantán, Cuzcácuatl, va tractar als espanyols amb una oferta d'aliança i després els seus súbdits van ajudar al comandant espanyol Luis Marín a sotmetre les tribus veïnes. D'altra banda, els indígenes de Chamula lluitaren durament contra els espanyols. Finalment ells i els nadius de Huixtlán van fugir sense deixar res que els invasors poguessin fer-ne ús. Com que no es podia obtenir servei o tribut d'aquesta gent, els espanyols van tornar a la costa del Golf de Mèxic, i els tzoltzils tornaren a les seves terres. Altres incursions espanyoles en la dècada següent en general foren rebutjades pels tzotzils, però el seu número van disminuir en gran manera per les malalties i la fam. Moltes aldees van ser reubicades a la força i els nadius van ser assignats com a vassalls a les encomiendas (donacions de terres) donades per la corona espanyola als conqueridors.
Després de la conquesta espanyola, els tzotzils van ser explotats durant segles com a mà d'obra, primer pels espanyols i després pels ladinos (gent urbana de parla espanyola d'ascendència espanyola i indígen) que eren amos de la major part de la terra i dominava el comerç. Durant la major part d'aquest període indígenes i ladinos eren dividits per un rígid sistema de castes, amb molt diferents drets i obligacions. L'opressió els va portar a la rebel·lió en 1528, 1712, i 1868. La situació dels tzoltzils va empitjorar considerablement en 1863, quan les lleis promulgades per Benito Juárez despullaren els pobles indígenes de les seves terres corporatives, obligant molts zinacantecs a treballar com a jornalers a les finques propietat dels ladinos.
El sentit d'orgull nacional ha esdevingut més fort entre els tzotzils des de 1940, quuan els nadius han començat cada vegada més a ocupar càrrecs administratius locals i utilitzava la seva identitat cultural amb fins polítics. Si bé han aparegut comunitats tzotzils considerables en algunes ciutats, altres pobles tzotzils han estat sotmesos a "reindianització", així com les minories ladines antigament dominants han emigrat a les ciutats més grans.
Amb el col·lapse dels preus del cafè en la dècada de 1980, l'ocupació sostenible ha estat difícil d'obtenir per a moltes persones a les terres altes. Com la població i el turisme estranger s'han incrementat, la venda de productes artesanals ha reemplaçat a altres activitats econòmiques. Els tzotzils solen vendre els seus productes a les ciutats properes de San Cristóbal de las Casas, Comitán i Simojovel. Recentment molts maies de les terres altes de Chiapas han trobat emigrat a altres parts de Mèxic i als Estats Units com a manera de trencar amb l'agricultura de subsistència i els salaris mínims.
Els temes relacionats amb la integració social persisteixen, especialment amb els ladinos. Han donat suport al moviment Zapatista, així com a altres grups d'oposició no violents com ara Las Abejas.